# Заземелье (цикл)
Цикл «Волшебное королевство Заземелье» (The Magic Kingdom of Landover) представляет собой серию из шести опубликованных (публикация седьмой книги ожидается в 2023 году) фантастических романов Терри Брукса, повествующих о приключениях бывшего судебного адвоката по имени Бен Холидей.

## Книги
1. Продается волшебное королевство — ПРОДАНО! ((Magic Kingdom For Sale — SOLD!, 1986)
2. Черный единорог (The Black Unicorn, 1987)
3. Волшебник у Власти (Wizard at Large, 1988)
4. Шкатулка Хитросплетений (The Tangle Box, 1994)
5. Колдовское Зелье (Witches' Brew, 1995)
6. Принцесса Заземелья (A Princess of Landover, 2009)
7. готовящийся к публикации в 2023 году роман (с неизвестным пока названием)

## Сцена
Действие романов разворачивается в вымышленном мире, известном как Заземелье (Landover), населенном многочисленными волшебными и сказочными существами. Это королевство расположено в огромной долине между непроходимыми горами. Заземелье является переходом (или «тамбуром») между мирами. Собственно, именно с этой целью Заземелье и было создано, в незапамятные времена, силой волшебства.

Попасть из Заземелья во внешние миры (и обратно) можно, либо пройдя по туннелю сквозь волшебный туман, населенный феями, либо верхом на драконе. Герои иногда проникают на Землю, посещают города Чикаго, Нью-Йорк, Сиэтл. На Земле проходов в Заземелье несколько. Один находится в штате Вайоминг, в Мемориальном парке имени Джорджа Вашингтона. Другой в Гринвич-Виллидже, квартале Нью-Йорка в Манхэттене.

В Заземелье существует четкая связь между эффективностью власти и здоровьем природы. Когда власть сильна, защищает подданных, устанавливает справедливые законы и налоги — природа благоденствует. Стоит власти ослабнуть — и природа хиреет, замки разрушаются, леса засыхают, водоемы заболачиваются, всюду стоят ядовитые туманы. Говорят, страну поразил Тлен (Tarnish).

## Сюжет
Бен, преуспевающий адвокат, потерял в автокатастрофе горячо любимую жену Энни. Бен живет в Чикаго и является учредителем адвокатской конторы. После смерти жены он испытывает депрессию, с головой уходит в работу, теряя связь с реальностью. Однажды ему в почтовый ящик попадает рождественский прейскурант известного нью-йоркского универмага. К продаже, среди многочисленных и весьма экзотических товаров, предлагается королевство Заземелье. Бен делает заявку на приобретение этого королевства, не подозревая, что это тщательно спланированное мошенничество. Как правило, покупателей ждет либо физическое устранение, либо, в лучшем случае, потеря денег.

Однако Бен обманывает надежды мошенников. Он заводит в Заземелье друзей, находит новую любовь, а затем становится могучим королем, воином и основателем династии.

## Локации

### Сердце
Небольшой луг в самой середине Заземелья. Место коронаций, свадеб, ристалищ. На нем расположены штандарты знатных домов, небольшая сцена, скамейки, разложены подушки для коленопреклонений. Считается средоточием волшебства Заземелья.

### Чистейшее Серебро (Sterling Silver)
Замок на острове посреди озера, в северной части Заземелья, резиденция заземельских королей. Издали выглядит как мрачная загадочная крепость, хотя своим обитателям предоставляет тепло, уют, защиту и пропитание. В замке есть комната, которая содержит волшебный прибор Землевидение (Landsview). Землевидение позволяет заглянуть в любой уголок Заземелья. Кроме того, описана часовня, посвященная Паладину . В часовне хранятся латы Паладина. Упоминается Цветочная комната и оранжерея — любимые места отдыха короля Бена Холидея.

### Вечная Зелень (Elderew)
Город, основанный Владыкой Озерного края. Город окружен непроходимыми болотами, через которые ведут немногочисленные тропинки. Эти тропы известны лишь подданным Владыки и строго охраняются. Поэтому в город можно попасть только по приглашению Владыки. Жилища жителей города находятся на деревьях, между которыми перекинуты многочисленные веревочные лестницы. В городе живет в основном волшебный народец — эльфы, феи, дриады, русалки, лешии и прочие. Хотя есть и люди, занимающиеся ремеслом.

### Абаддон (Abaddon)
Эквивалент ада. Находится прямо под Заземельем. Место обитания разной нечисти — демонов, бесов, адских тварей. Бен проник в Абаддон, оседлав дракона, спасая друзей.

### Бездонная пропасть (Deep Fell)
Расположена на северо-западе от замка Чистейшее Серебро. Сверху выглядит, как глубокая воронка в земле. Место обитания ведьмы Ночная Мгла. Время от времени гномы Щелчок и Пьянчужка спускаются в Бездонную пропасть, чтобы посмотреть, что можно украсть. Они думают, что Ночная Мгла их не видит, хотя та просто не обращает на них внимания.

### Озерный край (Elderew)
Расположен в южной половине Заземелья. Содержит множество озер, болот, ручейков и рек. Кроме этого, там произрастают могучие сосновые леса. Одним из озер является Иррилин. В его водах купаются нимфы и дриады, чтобы сохранить молодость. На берегах этого водоема Бен повстречал Ивицу.

### Зеленый дол (Greensward)
Место обитания баронов, богатейшей знати Заземелья. Расположен между Озерным краем и Чистейшим Серебром, ближе к западу. Зеленый дол занимает большую часть королевства. Бароны Зеленого дола раньше считали себя вассалами короля, но Бена Холидея королем не считают. В Зеленом доле, на месте слияния двух рек, расположен огромный замок Риндвейр. Это резиденция барона Каллендбора, предводителя баронов Зеленого дола.

### Огненные ключи (Fire Springs)
Место обитания дракона Страбона далеко на юге. Местность изобилует вулканами и гейзерами. Вытекающая раскаленная лава не причиняет Страбону ни малейших неудобств — наоборот, он с наслаждением принимает огненные ванны.

### Мельхор (Melchor)
Местность далеко на севере, в горах, где обитают скальные тролли. Эти тролли являются рудокопами и кузнецами, но чаще разбойничают и устраивают засады, чтобы схватить одинокого купца. В этих местах расположен древний заброшенный замок Мельхор. В замке советник Тьюс нашел древние волшебные книги с единорогами.

## Персонажи

### Бен Холидей (Ben Holiday)
Среднего роста, спортивного телосложения. В юности занимался боксом и даже завоевал приз «Серебряная перчатка». Юрист, адвокат, поверенный в делах, специалист по корпоративному праву. Часто выступает в суде, оказывая неизгладимое впечатление на присяжных свой логикой. 

Сделавшись королем, применил все свои навыки и знания на укрепление власти, установления справедливых законов, что привело к процветанию Заземелья. Основал династию.

### Микс (Meeks)
Выглядит как седой старик, очень высокого роста, у которого отсутствует правая рука. Является очень могущественным волшебником. Микс завладел медальоном, который является фундаментальным артефактом идентификации королей Заземелья. Разработал схему мошеннической продажи королевства с его помощью. Покупателю вручался медальон для доступа в Заземелье. Пприбыв на место, кандидат на трон сталкивался с невероятными трудностями и опасностями. Ему приходилось либо отказываться от королевской власти, как слишком сложной задачи, либо погибнуть. Микс забирал медальон, и вновь выставлял королевство на продажу. Его планы были сорваны Беном Холидеем. Бен смог успешно заявить права на престол Заземелья, и отстранить Микса от королевства.

### Советник Тьюс (Questor Thews)
Придворный колдун, один из самых доверенных друзей и советников Бена. Он сводный брат волшебника Микса. Первоначально выполнял указания Микса, способствуя ликвидации очередного кандидата на трон. Однако, убедившись в глубокой заинтересованности Бена в эффективном управлении Заземельем, перешел на его строну, решив служить Заземелью и его королю. Бен часто описывает Тьюса как «пугало в лоскутных одеждах». Владение магией советником весьма сомнительно, поскольку его заклинания часто дают обратный эффект или имеют непредвиденные последствия. Тьюс был ответственен за превращение Абернати в Пшеничного терьера, чтобы скрыть его от Мишеля Ард Ри, сына старого короля, но не смог вернуть его обратно. Несмотря на свои многочисленные ошибки, он сражался с драконом Страбоном и вышел победителем.

### Абернати (Abernathy)
Придворный писец и один из ближайших друзей Бена. Советник Тьюс превратил Абернати в пшеничного терьера, чтобы спасти от жестокости сына старого короля. Это произошло еще до прибытия Бена Холидея. К сожалению, Тьюс не обладал достаточными магическими знаниями, чтобы вернуть Абернети его человеческий облик. Абернети не простил советнику эту ошибку. Дня не проходит, чтобы Абернети не поругался с Тьюсом. Абернати одевается как человек: штаны с подтяжками, кафтан с геральдическими знаками королей Заземелья, на носу очки. Его передние лапы выглядят, как уменьшенные человеческие руки. Как писец, Абернати отвечает за повседневную работу в замке, в чем он преуспевает благодаря своей прилежной и тщательной натуре. Естественная склонность Абернати к излишней осторожности помогает уравновесить импульсивность Бена и компенсирует магическую некомпетентность Тьюса.

### Ивица (Willow)
Сильфида, дочь Повелителя Реки и лесной феи, чье имя не называется. Ивица высока и стройна. Пышные женские формы ее тела дополняются детским наивным лицом. У нее бледно-зеленая кожа и изумрудные волосы. Природа Ивицы двойственна: каждый 21 день, она превращается в иву, чтобы поддерживать свою жизненную силу. Бена эти превращения сначала шокируют, потом он воспринимает их, как должную необходимость. У Ивицы напряженные отношения с отцом. Ивица временами общается с матерью, обращаясь за советом. Вышла замуж за Бена, родила ему дочь Мистайю.

### Мистайя (Mistaya)
Дочь Бена и Ивицы. Ее необычное рождение описано в романе «Шкатулка Хитросплетений». В романах «Колдовское зелье» и «Принцесса Заземелья» ей посвящена основная часть сюжета. Она подросток, вечно вляпывающийся в неприятности. Большинство жителей Внеземелья считают своим долгом помочь Мистайе из этих неприятностей выпутаться, а дракон Страбон вообще к ней неровно дышит.

### Кобольды Сапожок (Bunion) и Сельдерей (Parsnip)
Живут в замке Чистое серебро. Выполняют повседневную работу по дому. Они выполняют функции садовника и повара соответственно, а также являются очень компетентными бойцами и телохранителями. Они похожи на ушастых обезьян с пастями, полными острых зубов. Они не говорят, но вместо этого общаются с помощью жестов, шипения и других вокализаций. Кобольды — это сказочные существа, которые вышли из туманов, окружающих Заземелье. Сапожок и Сельдерей в древние времена посвятили свои жизни служению трону Заземелья.

### Гномы Пьянчужка (Fillip) и Щелчок (Sot)
Неразлучная парочка кыш-гномов. Кыш-гномы (G’home Gnomes) любят стянуть то, что плохо лежит. Всегда в грязи, одеты в рванье и лохмотья, от них дурно пахнет. Они пугливы, болтливы и, если чувствуют себя в безопасности, ведут себя нагло. Живут в брошенных барсучьих норах. Любой житель Заземелья, увидев гнома, сразу кричит: «А, ну, кыш отсюда!» (англ. «Go home, Gnome»), отсюда и название. Пьянчужка и Щелчок первыми во Заземелье принесли присягу Бену, и с той поры стали с ним неразлучны. Несмотря на кучу приносимых ими проблем, Бен относится к ним с симпатией, а гномы платят ему искренней преданностью и часто помогают.

## Второстепенные персонажи

### Паладин (The Paladin)
Самый загадочный персонаж цикла. Его латы находятся в часовне замка Чистейшее Серебро. Изображен на королевском медальоне Бена Холидея. Про него говорят, что он одновременно и существует, и не существует. Что он и призрак, и реален. Является защитником королевской власти в Заземелье, могучий воин, не проигравший ни единой битвы. Может справиться и с ведьмой Ночная Мгла, и с драконом Страбоном. Бену удалось частично раскрыть тайну Паладина и королевского медальона.

### Владыка Озерного края (River Master)
По имени никогда не называется. Его называют либо Владыка, либо «лесной дух». Высок, строен, одевается в зеленую одежду. Его лицо покрыто древесной корой и лишено мимики, поэтому напоминает вырезанную из дерева маску. На лбу серебряная диадема, символ его власти. Выходец из народа фей, в древние времена перебрался (или был изгнан) в Заземелье. Основал город Вечная Зелень (Elderew). Заботится о здоровье и чистоте Озерного края. Известен как могучий волшебник и целитель. У него множество жен, детей и внуков. Ивица — его дочь. Отношения с Ивицей натянутые, поскольку считает рождение дочери причиной охлаждения чувств к нему лесной нимфы, матери Ивицы. По-прежнему испытывает страсть к матери Ивицы, но не может восстановить отношения, поскольку лесная фея дика, пуглива, необуздана и своевольна.

### Ночная мгла (Nightshade)
Злая ведьма, хозяйка Бездонной Пропасти. Выглядит, как очень высокая женщина, с мраморно-белой кожей, черными волосами с белой прядью. Когда она в расслабленном состоянии (что редко бывает) ее глаза светло-серые, с серебряным блеском. Когда сосредоточена, глаза принимают красный цвет и начинают светиться. Невероятно сильная колдунья. Свой род ведет из мира фей, была изгнана оттуда, поскольку использовала свой дар для зла и пыток. Ей запрещено показываться в мире фей под страхом смерти. Может превращаться в черную ворону, с красными глазами, чем нередко пользуется. Давно бы захватила Заземелье, если бы не опасалась Паладина. Враждует со всеми владыками страны, а к Бену относится, как к ничтожеству. Тем не менее, Бену иногда удается с ней договориться, если, например, нужно сообща действовать против дракона Страбона.

### Страбон (Strabo)
Дракон, чудовищная зверюга — плотоядная, огнедышащая, волшебная. Обитает в локации Огненные ключи. Его часто можно видеть в небе Заземелья, когда он ищет, чем бы поживиться на земле. Обычно от нападает на крестьянский скот. Единственный из всех существ Заземелья, умеющий путешествовать между мирами, минуя Туманы Фей. Враждует с Ночной Мглой, поэтому Бену удается привлечь его на свою сторону, когда нужно насолить ведьме.

### Каллендбор (Kallendbor)
Предводитель баронов Зеленого Дола. Очень высок и физически развит. Огненно-рыжие волосы и борода. Все тело покрыто шрамами от многочисленных боев. Его резиденция — хорошо укрепленный замок Риндвейр. Несмотря на то, что принес вассальную присягу Бену Холидею, не считает его законным королем, и готов при первой благоприятной возможности бросить ему вызов.

### Дирк с лесной опушки (Edgewood Dirk)
Призматический кот (Prism Cat), волшебное существо. Обычно выглядит, как простой кот. Обладает способностью переходить в кристаллическую форму и преломлять свет. В этой форме сражается или зажигает костер. Служил проводником Бену (в романе «Черный единорог») и Ивице (в романе «Шкатулка хитросплетений»). Оба раза отправлялся эльфами из туманов. Речь Дирка витиевата и непонятна, он никогда не дает советов или указаний. Тем не менее, благодаря общению с котом, и Бен и Ивица выполнили свою миссию.

### Мать-Земля (Earth Mother)
Стихия земли, волшебное существо, хранитель Заземелья. По сути, является персонификацией природы. Выглядит, как молодая привлекательная женщина, кожа которой состоит из жидкой грязи. Волшебная мощь Матери-земли огромна, но она никогда не применяет ее для разрушения. Ходят слухи, что это Мать-Земля сотворила Заземелье (или, по крайней мере, участвовала в ее создании). Взяла с Бена обещание, что тот всегда будет защищать Ивицу. Ивице дала четкие указания, касающиеся рождения ее дочери.